# 北川フラム
北川 フラム（きたがわ ふらむ、1946年（昭和21年）10月5日 - ） は、日本のアートディレクター。

## 来歴
新潟県高田市（現・上越市）出身。新潟県立高田高等学校から東京芸術大学美術学部入学。仏教彫刻史を専攻。
大学では「東京芸術大学全共闘」として活動する。大学時代から学生運動界隈のつながりから、アングラ文化周辺に集まる人々と協働し、音楽や演劇のイベントを開催するようになる。
大学卒業後、1971年（昭和46年）、東京芸術大学の学生・卒業生を中心に「ゆりあ・ぺむぺる工房」を発足させ、展覧会やコンサート、演劇の企画・制作に関わる。1982年（昭和57年）より代官山で「アートフロントギャラリー」を経営すると共に、アートディレクターとして国内外の美術展、企画展、芸術祭を多数プロデュースする。
1997年（平成9年）より越後妻有アートネックレス整備構想に携わり、2000年（平成12年）から開催されている「大地の芸術祭 越後妻有アートトリエンナーレ」では総合ディレクターを務める他、瀬戸内国際芸術祭でも総合ディレクターを務めた。
父は良寛研究家の北川省一。建築家の原広司は姉・若菜の夫（義兄）。
「フラム」は本名でありノルウェー語で「前進」を意味する。

## 主な役職
- 株式会社アートフロントギャラリー代表取締役
- 株式会社現代企画室代表取締役
- 公益財団法人福武美術館財団業務執行理事（常任理事）
- 大地の芸術祭越後妻有アートトリエンナーレ総合ディレクター
- 地中美術館総合ディレクター
- 東京都現代美術館美術資料収蔵委員
- 女子美術大学大学院客員教授（2005年（平成17年） ～ 2014年（平成26年）まで女子美術大学芸術学部芸術学科専任教授）
- 首都大学東京客員教授
- 愛知県立芸術大学客員教授
- 青山学院大学大学院客員教授
- 名古屋芸術大学客員教授
- 香川大学客員教授
- 神戸芸術工科大学客員教授
- 法政大学大学院兼任講師
- コサンティ財団（アメリカ合衆国）理事
- 一般財団法人地域活性化センター顧問

## 新潟市美術館館長解任問題
2007年（平成19年）から新潟市美術館の非常勤館長に就任し、美術館改革を進めようとしていた。2009年（平成21年）に開催された第一回水と土の芸術祭2009年（平成21年）ではディレクターとなる。この芸術祭は、新潟市に特徴的な「水と土」の文化を発掘・発信するものであり、美術館でも水と土に因む関連作品が展示された。しかし、空調停止などが原因とされるカビ発生や、別展示でのクモ発生が報道され、管理体制に批判が集まった。これを受け、当時の新潟市長・篠田昭は、2010年（平成22年）3月12日付で、北川の館長職解任・更迭を発表した。
同時期に、新潟市美術館には、管理体制の他に、北川の美術館改革に伴う前職員や地元美術関係者との確執等のトラブルがあったことが毎日新聞の取材により明らかになっている。北川は2013年（平成25年）の朝日新聞の取材に対し、「新潟の件については調子に乗っていた」と当時を振り返っている。

## 主な展覧会・プロジェクト
- ガウディ展（1978年 - 1979年）
- 子どものための版画展（1980年 - 1982年）
- アパルトヘイト否!（1988年 - 1990年）
- ファーレ立川（1994年）
- さよなら同潤会代官山アパート展（1996年）
- 場所の状態:フランス文化省パブリックアートプロジェクトの記録日本展 1997
- アントニオ·ガウディ展 1998
- 高田·花ロード展(1999以降毎年開催)
- ショパン ボーランド·日本展 1999
- 代官山インスタレーション展(1999以降、隔年開催)
- 繋がる日本海(表参道·新潟館ネスパス)2001

- 日本・ヨーロッパ建築の新潮流展 2001
- 立川国際芸術祭  2001
- 中川幸夫「花狂い」(大地の芸術祭 2003プレイベント)
- 菜の花里美発見展:アートユニバーシアード 2002
- 東大寺アートプロジェクト 2004
- ヨーロッパ·アジア·パシフィック建築の新潮流展 2004
- 日本におけるドイツ年:ドイツデザインプロジェクト
- 宇宙連詩プロジェクト(2005,2007,2008)
- 韓国·安養市パブリックアート·プロジェクト 2005
- 上勝町アートプロジェクト 2007
- ショパン･ポーランド日本展（1999年）
- 札幌ドームアート計画（2000年）
- 第1回　大地の芸術祭 越後妻有アートトリエンナーレ2000-（2000年）
- 第2回　大地の芸術祭 越後妻有アートトリエンナーレ2003-（2003年）
- 第3回　大地の芸術祭 越後妻有アートトリエンナーレ2006-（2006年）
- 第4回　大地の芸術祭 越後妻有アートトリエンナーレ2009-（2009年）
- 大阪・アート・カレイドスコープ2007　大大阪にあいたい（プロデューサー）
- 大阪・アートカレイド・スコープ2008　大阪時間（プロデューサー）
- にいがた水と土の芸術祭2009（ディレクター）
- 水都大阪2009（プロデューサー）
- 瀬戸内国際芸術祭2010（総合ディレクター）
- 瀬戸内国際芸術祭2013（総合ディレクター）
- 徳島LEDアートフェスティバル2013（スーパーバイザー）
- 北アルプス国際芸術祭（総合ディレクター）
- 奥能登国際芸術祭2017（総合ディレクター）

再開発・パブリックアート事業
- ファーレ立川アート計画総合プランニング 1994
- クイーンズスクエア横浜 1997
- 宮城県図書館アートワーク 1998
- HAT 神戸·灘の浜、脇の浜アートワーク 1999
- OFRONTコンテンポラリーアートショーケース 第1回作品プロデュース 1999
- 渋谷マークシティ遊歩道設計.2000
- 代官山アドレスアートワーク 2000
- 釧路シビックコアアート計画 2000
- 愛野駅周辺アート計画 2001
- 上目黒2丁目再開発事業アート計画 2002
- 御池通シンボルロードアート空間創生事業 メモリアルロード2002
- 朱鷺メッセアート計画 2003
- 札幌駅アート計画 2003
- 関西電力本社ビルアート計画 2004
- 中部国際空港アート計画 2005
- 赤坂サカスアート計画 2008

## 主な受賞歴
- 日本都市計画学会計画設計賞（1994年）
- 日本建築美術工芸協会特別賞（1994年）
- メセナ大賞（1998年）
- 東京クリエイション大賞アートシーン創造賞（2002年）
- フランス共和国芸術文化勲章シュヴァリエ章（2003年）
- ポーランド共和国文化勲章（2003年）
- 芸術選奨文部科学大臣賞（美術部門、2007年）
- 国際交流基金国際交流奨励賞、文化芸術交流賞（2007年）
- 香川県文化功労者（2010年）
- 紫綬褒章（2016年）[5]
- 朝日賞（2018年）[6]
- 文化功労者（2018年）[7]
- 宮沢賢治賞・イーハトーブ賞（2019年）

## 著書・編著・共著
- 『私ではなく、不知火の海が』（現代企画室、1981年）
- 『ART　UNIVERSIADE - 菜の花里見発見展記録集 -』（現代企画室、2003年）
- 『いま、そこにいる良寛』（現代企画室、2004年）
- 『希望の美術･協働の夢 北川フラムの40年 1965 - 2004』 (角川学芸出版、2005年）
- 『大地の芸術祭 - 越後妻有アートトリエンナーレ2006 -』（現代企画室、2007年）
- 『つながる日本海 - 新しい環日本海文明圏を築くために -』（現代企画室、2007年）
- 『逸格の系譜 - 愚の行方 -』（現代企画室、2007年）
- 『M×M -建築家が語る「都市への処方」』（前田建設工業（現代企画室）、2007年）
- 『大地の芸術祭』 （角川学芸出版、2010年）
- 『丹下健三 伝統と創造 –瀬戸内から世界へ』（美術出版社、2013年）
- 『アートの地殻変動 大転換期、日本の「美術・文化・社会」』（美術出版社、2013年）
- 『美術は地域をひらく: 大地の芸術祭10の思想 Echigo-Tsumari Art Triennale Concept Book』（現代企画室、2014年）
- 『ひらく美術: 地域と人間のつながりを取り戻す』 (ちくま新書、2015年)
- 『直島から瀬戸内国際芸術祭へ─美術が地域を変えた』（現代企画室 、2016年）福武總一郞、北川フラム共著
- 『ファーレ立川パブリックアートプロジェクト 基地の街をアートが変えた』（現代企画室、2017年）